# Красне (Сухиницький район)
Красне (рос. Красное) — село в Сухиницькому районі Калузької області Російської Федерації.
Населення становить 2 особи. Входить до складу муніципального утворення Село Хотень.

## Історія
Від 2004 року входить до складу муніципального утворення Село Хотень

## Населення
| 2002 | 2010 |
| ---- | ---- |
| 12   | ↘2   |